# Hippidae
Hippidae é uma família de crustáceos decápodes em geral presentes em praias e outros habitats marinhos arenosos. São estreitamente aparentados com a família Albuneidae, com a qual são normalmente agrupados na superfamília Hippoidea. A família Hippidae integra os seguintes três géneros: Emerita, Hippa e Mastigochirus. Escavam tocas na areia, e tem uma distribuição natural cosmopolita, ocorrendo nas zonas costeiras de todos os oceanos e mares, com excepção do Árctico e Antárctico.